# جذر ماتریس
در ماتریس‌ها نیز همانند اعداد مفهوم ریشه دوم گرفتن قابل تعریف است. در ریاضیات به ویژه در حساب بردارها و معادلات چند متغیره ریشه یا جذر ماتریس دارای کاربردهای فراوان است. ماتریس B را ریشه یا جذر ماتریس A می‌گوییم هر گاه B.B=A باشد.

## ویژگی‌ها
به‌طور کل هر ماتریس مفروض می‌تواند تعداد زیادی جذر یا ریشه دوم داشته باشد. به عنوان مثال ماتریس
{\displaystyle {\bigl (}{\begin{smallmatrix}\\33&24\\48&57\end{smallmatrix}}{\bigr )}} دارای ریشه‌های {\displaystyle {\bigl (}{\begin{smallmatrix}\\1&4\\8&5\end{smallmatrix}}{\bigr )}} و {\displaystyle {\bigl (}{\begin{smallmatrix}\\5&2\\4&7\end{smallmatrix}}{\bigr )}} و همین‌طور دو قرینه جمعیشان می‌باشد. مثال دیگر ماتریس یکهٔ {\displaystyle {\bigl (}{\begin{smallmatrix}\\1&0\\0&1\end{smallmatrix}}{\bigr )},} است که دارای بینهایت ریشهٔ دوم متقارن به صورت {\displaystyle {\tfrac {1}{t}}{\bigl (}{\begin{smallmatrix}\\\mp s&\mp r\\\mp r&\pm s\end{smallmatrix}}{\bigr )},} {\displaystyle {\tfrac {1}{t}}{\bigl (}{\begin{smallmatrix}\\\pm s&\mp r\\\mp r&\mp s\end{smallmatrix}}{\bigr )},} {\displaystyle {\tfrac {1}{t}}{\bigl (}{\begin{smallmatrix}\\\mp r&\mp s\\\mp s&\pm r\end{smallmatrix}}{\bigr )},} {\displaystyle {\tfrac {1}{t}}{\bigl (}{\begin{smallmatrix}\\\pm r&\mp s\\\mp s&\mp r\end{smallmatrix}}{\bigr )},} {\displaystyle {\bigl (}{\begin{smallmatrix}\\1&0\\0&\pm 1\end{smallmatrix}}{\bigr )},} و {\displaystyle {\bigl (}{\begin{smallmatrix}\\\pm 1&0\\0&1\end{smallmatrix}}{\bigr )},} بوده، که در آن s,r،t هر سه‌گانه فیثاغورثی است یعنی هر مجموعه‌ای از عدد صحیح مثبت که {\displaystyle r^{2}+s^{2}=t^{2}.}
باشد.
یک ماتریس مثبت معین نیز دقیقاً یک ریشه معین مثبت دارد که آن را می‌توان ریشه دوم اصلی آن خواند. ریشه دوم یک ماتریس می‌تواند متشکل از اعداد صحیح یا اعداد گویا باشد. به عنوان مثال {\displaystyle {\bigl (}{\begin{smallmatrix}\\~\;0&4\\-1&5\end{smallmatrix}}{\bigr )}} دارای ریشه دوم {\displaystyle {\bigl (}{\begin{smallmatrix}\\~\;2/3&4/3\\-1/3&4/3\end{smallmatrix}}{\bigr )}} و همچنین ریشه ی{\displaystyle {\bigl (}{\begin{smallmatrix}\\2&-4\\1&-3\end{smallmatrix}}{\bigr )}} که یک ماتریس صحیح است می‌باشد. مثال ماتریس یکه مذکور نیز مثال دیگری است که در آن یک ماتریس صحیح دارای برخی ریشه‌های مختلط است.

## روش محاسبه

### روش قطری سازی
ریشه دوم یک ماتریس قطری D نیز خود یک ماتریس قطری است که عناصر روی قطر اصلی آن هریک جذر عنصر روی قطراصلی ماتریس D هستند. این مسئله پایه‌ای برای نوعی متد محاسبه ریشه دوم ماتریس است که آن را روش قطری سازی می‌نامند.
ماتریس n×n A قطری شدنی است اگر ماتریسی نامنفرد مانند V وجود داشته باشد که {\displaystyle D=V^{-1}AV} . این مسئله تنها وقتی میسر است که ماتریس A دارای n بردار ویژه باشد. در این صورت ماتریس V ماتریسی می‌تواند باشد که بردارهای ویژه مذکور ستون‌های آن باشند. پس {\displaystyle A=VDV^{-1}} و بنابراین ریشه دوم A می‌شود:
{\displaystyle A^{1/2}=VD^{1/2}V^{-1}\,}
که در آن {\displaystyle D}۱/۲ ریشه دوم {\displaystyle D} است.
مثال
ماتریس {\displaystyle A={\bigl (}{\begin{smallmatrix}\\33&24\\48&57\end{smallmatrix}}{\bigr )}} می‌تواند به صورت {\displaystyle VDV^{-1}} قطری شود که در آن {\displaystyle V={\bigl (}{\begin{smallmatrix}\\1&~\;1\\2&-1\end{smallmatrix}}{\bigr )}} و {\displaystyle D={\bigl (}{\begin{smallmatrix}\\81&0\\~\;0&9\end{smallmatrix}}{\bigr )}} D یک ریشه دوم به صورت {\displaystyle D^{1/2}={\bigl (}{\begin{smallmatrix}\\9&0\\0&3\end{smallmatrix}}{\bigr )}} دارد و در نتیجه {\displaystyle A^{1/2}=VD^{1/2}V^{-1}={\bigl (}{\begin{smallmatrix}\\5&2\\4&7\end{smallmatrix}}{\bigr )}} محدودیت این روش این است که تنهابرای ماتریس‌های قطری شدنی قابل کاربرد است. برای ماتریس‌های قطری نشدنی می‌توان از فرم نرمال جردن ماتریس کمک گرقت.

### روش دنمان-بیورز (Denman–Beavers)
یک روش دیگر برای به دست آوردن ریشه دوم یک ماتریس n×n روش دنمان بیورز است که مبتنی بر یک سری محاسبات مکرر می‌باشد. برای محاسبه ریشه دوم ماتریس مفروض A، ماتریس‌های Y۰ = A و Z۰ = I را داریم که در آن I یک ماتریس یکه n×n است. بر اساس محاسبات مکرر در این روش داریم:
{\displaystyle {\begin{aligned}Y_{k+1}&={\tfrac {1}{2}}(Y_{k}+Z_{k}^{-1}),\\Z_{k+1}&={\tfrac {1}{2}}(Z_{k}+Y_{k}^{-1}).\end{aligned}}}
با تکرار این محاسبات ماتریس {\displaystyle Y_{k}} به A۱/۲ و همین‌طور ماتریس {\displaystyle Z_{k}} به معکوس آن یعنی A−۱/۲ میل می‌کند. اگرچه ضمانتی برای همگرا شدن این ماتریس‌ها حتی در صورت دارا بودن ریشه دوم وجود ندارد؛ ولی در صورت همگرایی هدف روش در محاسبه ریشه دوم برآورده می‌شود.

### روش بابلی(Babylonian Method)
روش مکرر مشهور دیگر برای محاسبهٔ جذر ماتریس بر گرفته از متد بابلی برای محاسبه جذر اعداد حقیقی است. فرض کنیم با X۰ = Iباشد که l در آن یک ماتریس یکه n×n است. داریم:
{\displaystyle X_{k+1}={\tfrac {1}{2}}(X_{k}+AX_{k}^{-1})\,.}
اگرچه باز هم مانند روش دنمان- بیورز ضمانتی برای همگرا شدن {\displaystyle X_{k}} وجود ندارد. اما درصورت همگرایی حاصل به A۱/۲ میل می‌کند. مزیت این روش نسبت به روش دنمان-بیورز این است که برای هر مرحله تنها به یک بار محاسبه معکوس ماتریس نیاز داریم. با این وجود احتمال عدم همگرایی در این روش نسبت به روش قبل بیشتر است.

### روش محاسبه به کمک بردارها و مقادیر ویژه
روش معمولاً ساده‌تری که برای محاسبهٔ ریشه دوم یک ماتریس k×k مانند A می‌توان از آن بهره برد استفاده از فرمولAv=λv است که در آن V بردار ویژه خاص متناظر با مقدار ویژه خاص λ است. می‌توان فرمول بالا را برای ماتریس A به توان n مثبت صحیح و هم چنین n=۱/۲ به صورت زیر بسط داد؛ لذا خواهیم داشت:
{\displaystyle A^{n}\mathbf {v} =\lambda ^{n}\mathbf {v} \,}
و برای n=۱/۲ داریم
{\displaystyle A^{1/2}\mathbf {v} =\lambda ^{1/2}\mathbf {v} \,}
لذا با محاسبه هریک از مقادیر و بردارهای ویژه و حل یک معادله چند مجهولی می‌توان مقدار جذر ماتریس A را به دست آورد.

## کتابنما
- Cheng, Sheung Hun; Higham, Nicholas J.; Kenney, Charles S.; Laub, Alan J. (2001), "Approximating the Logarithm of a Matrix to Specified Accuracy" (PDF), SIAM Journal on Matrix Analysis and Applications, 22 (4): 1112–1125, doi:10.1137/S0895479899364015, archived from the original (PDF) on 9 August 2011, retrieved 19 February 2011
- Denman, Eugene D.; Beavers, Alex N. (1976), "The matrix sign function and computations in systems", Applied Mathematics and Computation, 2 (1): 63–94, doi:10.1016/0096-3003(76)90020-5
- Burleson, Donald R., Computing the square root of a Markov matrix: eigenvalues and the Taylor series